# 晨光股份
上海晨光文具股份有限公司（英語：Shanghai M&G Stationery Inc.），原名上海中韩晨光文具制造有限公司，成立于1997年，是中国的一家文具生产制造公司，总部在上海市奉贤区光明经济开发区。
产品领域涵盖各式笔类、书包、画材、橡皮泥、胶水、橡皮、尺类、修正工具、抄本等学生文具和办公文具等。
晨光文具在2012年与真彩文具几乎“前后脚”递交IPO申请。

## 历史

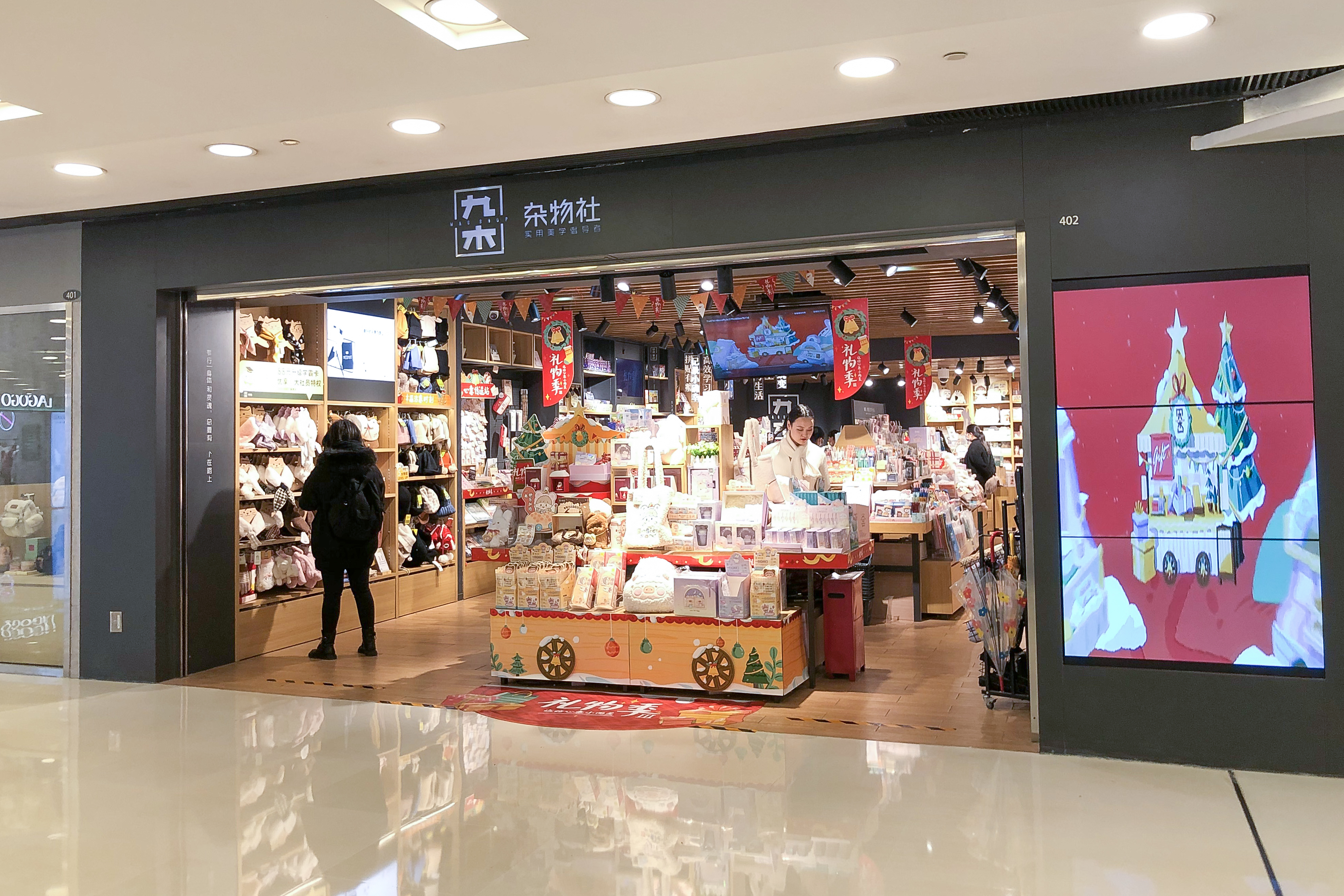
九木杂物社为晨光文具旗下的文创生活杂货连锁品牌

公司创始人陈湖雄17岁开始做业务员，后接触文具行业。最初其创办代工厂，为韩国文具代工。1997年亚洲金融风暴后，需求方倒闭，他们改以自创品牌“中韩晨光文具”，在韩国开设设计部。后来又在上海和广东建立生产基地。2009年初，晨光文具在上海进行连锁零售业务尝试。
2014年12月3日，浙江永艺家具股份有限公司、上海晨光文具股份有限公司和益丰大药房连锁股份有限公司首发申请获得中国证监会的批准。2015年1月27日，公司在上海证券交易所挂牌，正式宣告晨光文具A股主板上市（股票代码：上交所：603899）。
第二届中国国际进口博览会上，意大利品牌CARIOCA快乐画于11月6日在现场与晨光文具举行了战略合作签约仪式暨新品发布会。2020年，由全国工商联主办的2020中国民营企业500强峰会在北京召开，会上发布2020中国制造业民营企业500强榜单，晨光文具以111.41亿元营收荣膺第428位，这也是晨光文具首次入围此榜单。